# Silva (poezie)
Silva je ve španělské poezii básnická forma, charakterizovaná strofami libovolné délky, v nichž se pravidelně střídají verše jedenáctislabičné (endecasílabos) a sedmislabičné (heptasílabos). Většina veršů v silvě je rýmovaná, ale rýmy nemají přesně stanovené schéma. Silvy se většinou užívají pro emočně vypjatý příběh či popis nebo jako monology osob vyššího postavení. Typickým příkladem silvy jsou Samoty Luise Gongóry.